# Galle (cratera marciana)
A cratera Galle é uma cratera de impacto em Marte. Ela se localiza na borda oriental da bacia de impacto de Argyre Planitia. Ela recebeu este nome em honra ao astrônomo Johann Gottfried Galle.
Galle é popularmente conhecida como a "cratera do rosto feliz" devido à ilusão de um smiley que é criada por uma cadeia de montanhas semicircular e duas crateras menores no interior da própria cratera. Essa formação foi fotografada pela primeira vez pelo orbitador Viking 1.
Como o smiley é um motivo no gibi Watchmen de Alan Moore e Dave Gibbons, a cratera foi utilizada como cenário após Gibbons ter notado a coincidência. De acordo com Gibbons, a similaridade "era boa demais para ser verdade. Eu temi que se nós a incluíssemos na estória, as pessoas jamais iriam acreditar."  A cratera verdadeira foi mostrada em 2009 na adaptação para o cinema de Watchmen.
Uma segunda "cratera do rosto feliz", menor que Galle e localizada a 45.1°S, 55.0°W em Nereidum Montes, foi descoberta pela Mars Reconnaissance Orbiter em 28 de janeiro de 2008.